# Fuerte Griffon
El Fuerte Griffon es un fuerte militar del siglo XVI, situado en la comuna francesa de Besanzón, región de Franco Condado, y monumento inscrito en la lista del Patrimonio de la Humanidad de la Unesco en las denominadas Fortificaciones de Vauban.

## Historia
Fue construido por el arquitecto e ingeniero italiano Jean Griffoni en el año 1595, quien a la vez le dio su nombre, para proteger el barrio de Battant y sus alrededores. Posteriormente Vauban adaptó el fuerte ampliándolo y modificándolo; edificó un cuartel, una capilla, cisterna, un amplio patio de armas, un polvorín y otras estructuras en función de la ingeniería militar de la época. 
A pesar de la importancia estratégica del edificio, apenas fue empleado como verdadero fuerte, con una guarnición de sólo 140 hombres a mediados del siglo XVIII. En 1788 el edificio es reutilizado con otros fines y pasa a ser una prisión del Estado con celdas y guillotina; años más tarde, vuelve a servir para su función militar hasta finales de la Segunda Guerra Mundial. En 1946 es comprado por el departamento de Doubs que lo adapta como Escuela de Institutrices intentando conservar los edificios en los muros de piedra del siglo XVII. 
En 1942 fue clasificado monumento histórico de Francia y en el año 2008 como monumento del Patrimonio de la Humanidad de la Unesco.